# Lampa sollux
Lampa sollux - lampa elektryczna przeznaczona do wykonywania zabiegów ciepłoleczniczych i światłoleczniczych w gabinetach fizykoterapii, rehabilitacji i w salonach kosmetycznych.
Lampa emituje światło widzialne  i podczerwień, którego maksymalne natężenie przypada na długość fali około 1400 nm. Jest to promieniowanie krótkie, które wnika głębiej w tkanki. Ponadto lampa emituje światło widzialne (białe). Dodatkowe wyposażenie lampy Sollux stanowią filtry ze szkła w kolorach czerwonym, niebieskim i fioletowym. Przez szkło czerwone przenikają promienie świetlne czerwone i podczerwone, a szkło niebieskie zatrzymuje promienie cieplne, przepuszcza zaś niebieskie. Filtr fioletowy przepuszcza natomiast promienie fioletowe.

## Zastosowanie i sposób użycia
Podczas naświetlań lampę ustawia się w odległości 20–30 cm od miejsca nagrzewania (w zależności od indywidualnej wrażliwości pacjenta) przy naświetleniach miejscowych i w odległości ponad 100 cm przy naświetleniach ogólnych. Czas naświetlania zależy od mocy żarówki i rodzaju schorzenia, a intensywność działania m.in. od odległości lampy od skóry i czasu ekspozycji. Przy większej odległości źródła promieniowania od skóry można wydłużyć czas ekspozycji. Przy wykonywaniu naświetlań, szczególnie w okolicy twarzy i klatki piersiowej, oczy należy ochronić specjalnymi okularami ochronnymi.
Lampa z filtrem niebieskim działa przeciwbólowo, ponadto stosuje się ją w celu złagodzenia podrażnień po złuszczaniu naskórka i po jego oczyszczaniu. Światło czerwone zaś łagodzi stany zapalne i przyśpiesza gojenie ran.
Produkowane są modele duże lamp do naświetlań ogólnych i modele stołowe do zabiegów miejscowych.